# Ферязкино (Тверская область)
Феря́зкино — деревня в Калининском районе Тверской области. Относится к Тургиновскому сельскому поселению. До 2006 года входила в состав Большегорского сельского округа.
Население по переписи 2002 — 54 человека, 27 мужчин, 27 женщин.
Расположена в 45 км (по прямой) к югу от Твери, на правом берегу реки Шоши.

## История
Название Ферязкино происходит от слова «ферязь» — это особый вид одежды.
Первое упоминание Ферязкино в летописях относится к 1539 году — эпохе Ивана Грозного. В деревне тогда было 2 двора и принадлежала она князю Микулинскому Дмитрию Ивановичу.
В 1746 году деревни Ферязкино и соседнее Елизово принадлежали Троице-Сергиевой Лавре и насчитывали 135 душ крестьян. В 1764 году указом Екатерины II крестьяне села переведены из монастырских в государственные.
В конце XIX-начале XX века деревня относилась к Горемыковскому приходу Микулинской волости Старицкого уезда Тверской губернии. В 1859 году в казённой деревне Феряскино 30 дворов, 389 жителей, в 1886 — 84 двора, 563 жителя.
В начале 20 века Ферязкино — крупное богатое село Старицкого уезда, в котором находились: почтово-телеграфное отделение, лесопилка, несколько заводиков, мельница, аптека, торговые лавки, придорожный трактир и даже книжный магазин. Население Ферязкино по переписи 1920 года 722 жителя.
В 1924 годах деревня Большое Ферязкино (в начале XX века в 1,5 км к югу появилась новая деревня-выселок Малое Ферязкино) вошла в состав Тверского уезда. В 1929—1963 годах деревня центр Ферязкинского сельсовета Тургиновского района, с 1935 года в Калининской области.
Во время Великой Отечественной войны была оккупирована гитлеровскими войсками в октябре 1941 года, освобождена войсками Калининского фронта в декабре того же года. На фронтах погибли 37 уроженцев Ферязкино.
В 1997 году в деревне Ферязкино Большегорского сельского округа было 40 хозяйств, 81 житель.

### Известные люди
В деревне родился Василий Иванович Орлов (1901—1979), председатель Тургиновского колхоза им. С. М. Кирова, Герой Социалистического Труда (1969). Василий Иванович стал прообразом героя Михаила Ульянова в фильме «Председатель» (1964).